# 대구 어린이 납치 살해 사건
대구 어린이 납치 살해사건은 2008년 5월 30일 새벽 대구광역시 달성군 유가읍 72살 허 모씨와 두 손녀와 함께 살고 있는 시골집에 정체불명의 40~50대 남자 두 명이 침입하여 잠자고 있던 노인에게 "당신은 맞아야 해"라며 주먹과 발로 허씨의 얼굴 등을 마구 때리고, 옆방에서 달려와 이를 말리던 큰 손녀인 11살 허은정을 납치해 살인한 사건을 말한다. 옆방에 있던 9살된 손녀가 잠에서 깬 뒤 숨어있다가 남자들이 집밖으로 나가자 마자 이웃에 전화로 도움을 요청하면서 경찰에 신고가 접수되어 사건이 알려지게 되었다.

## 사건 전개
사건이 발생한 뒤 비공개로 수사를 진행해 온 경찰은 수사에 진척이 없자 발생 5일만에 공개 수사로 전환해 허 양의 사진이 담긴 전단지 1만7천장을 집 주변 읍.면에 배포하고 500만원의 현상금을 내걸고 시민들의 제보를 받기 시작한 6월 3일 "허은정이 평소 가깝게 지내던 동네 언니에게 전화를 걸어왔다"는 제보가 나오면서 경찰 수사는 급물살을 타는 듯 했으나 전화를 받았다는 중학생 한 모 자매를 상대로 진위 파악에 나서고 CCTV 화면 분석, 통신내역 조회를 한 결과 중학생 자매의 허위진술로 밝혀졌고, 또 “납치됐다가 탈출해 시내에 있다. 돈이 없으니 나를 데리러 와 달라”는 거짓 통화 내용이 걸러지지 않고 알려지면서 ‘자작극이 아니냐’, ‘단순 가출일 수도 있다’는 등 수많은 억측이 난무해 수사의 혼선만 초래하는 결과를 낳았다.
경찰은 "초등학교 6학년생이 새벽에 신발도 신지 않고 끌려 갔는데 반항 흔적이 전혀 없고 별다른 침입 흔적도 없다"는 점이나 자신은 심하게 폭행당하고 손녀가 납치됐는데도 할아버지는 용의자가 1명이라고 했다가 다시 2명으로 말을 바꾸는 등 진술이 계속 오락가락하고 뿐만 아니라 "돈을 노린 범행이 아닌데도 어린이를 납치하고 협박 전화 한 통 없다"는 점 등을 근거로 단순 납치 사건으로 보기엔 너무 많은 의문점이 있어 "단순 납치 사건이 아닌 면식범에 의한 원한 관계에 의한 범행일 가능성이 높다"고 보고 다시 원점에서 수사를 재개했지만 별다른 실마리 없이 수사가 장기화되자 6월 9일부터 허은정의 집 주변 반경 5km 지역을 대상으로 대대적인 수색을 펼쳐 납치한 괴한에 의해 실종된지 14일째 되던 날이자 인명 구조견을 동원해 수색을 시작한지 3시간 만인 6월 12일 집으로부터 2km 떨어진 속칭 용박골 8부 능선에서 허은정으로 보이는 어린 여자 아이의 시신이 계곡 근처 수풀이 우거진 비탈길에 알몸으로 반듯하게 놓인 채 발견되었고 이에 190여명의 수색팀을 구성해 허은정의 옷이 발견된 지점으로부터 산 아래로 150ｍ 정도 떨어진 곳에서 허은정의 속옷 하의를 발견했다. 경찰은 시신의 모발과 체모 등 DNA 시료를 채취해 국립과학수사연구소에 조직검사를 의뢰한 결과, 대구 달성경찰서 안재경 수사과장은 6월 13일 오후 유가면 유가치안센터에서 브리핑을 갖고 "오늘 오후 경북대 법의학교실에서 시신을 부검한 결과 시신은 안면부와 상반신이 심하게 부패돼 뼈만 남은 상태로 식별이 불가능하고 하반신은 피부가 남아 있는 가벼운 정도의 부패가 진행 중이다. 부패가 심하게 진행돼 사망 원인을 밝혀내지 못했으며 성폭행 여부도 밝혀내지 못했다. 하지만 시신 부패 정도와 사건발생 시점 등을 감안할 때 허은정의 시신임은 확실하다. 부패가 진행되지 않은 부위에서도 특별한 외상을 발견하지 못했다"고 밝혔다. 다만 허은정의 머리 바로 옆에 있던 돌에서 혈흔이 발견돼 경찰은 사건 관련성을 수사하고 있다.특히 "몽타주와 범인 얼굴이 많이 닮았다"며 "지금이라도 범인을 데려오면 정확히 얼굴을 알아볼 수 있을 것 같다"고 말하는 할아버지가 6월 20일 최면수사를 통해 허은정의 집 담장에 서 있던 30대를 보았다는 목격자 김모씨(26)의 진술내용에 대해서도 범인의 인상착의와 비슷하다고 답하고 있고허은정의 시신과 주변에서 수거한 모발과 체모, 손톱 등 240여점에 대한 감식을 국립과학수사연구소에 의뢰한 결과 허은정이나 허은정 가족이 아닌 3명의 DNA가 확인되어 경찰은 용의 선상에 오른 90여명으로부터 채취한 구강조직 시료와 대조작업에 들어갔다.

## 문제점
이 사건은 2007년 4월 제주도 양지승 양 실종 사건을 계기로 미국으로부터 아동이 실종 혹은 납치됐을 때 조기발견과 용의자 검거를 유도하는 ‘앰버경고시스템’ 제도가 도입되고 유괴 납치 사건들이 잇따르는 상황에서 안전교육은 물론이고 학생의 등·하교를 부모에게 알리는 전자카드까지 나오는 등 대구지역 초등학교에서 어린이 보호에 비상이 걸린 상황에서 발생한 사건이라 사회적 파장이 더 컸을 뿐만 아니라 사건이 발생한 지 6일이 지나서야 실종아동경보시스템인 ‘앰버경보’를 발령하여 초기의 목격자 확보 및 각 경찰서 간 공조수사 확대에 실패하고 허위 제보 전화에 끌려 시간을 빼앗기기 전에 통화기록을 확인하는 정도의 수사 의지를 보였어야 함에도 불구하고 가출 가능성에 비중을 두고 수사를 해 가족들의 항의를 받았다는 것도 수사 의지를 의심케 하는데 지역 전의경이 서울로 차출돼 대대적 수색을 벌일 수 없었다는 핑계로 사건의 장기화를 자초했다는 점에서 경찰의 수사능력에 대해 문제점을 드러내며 비판을 받았다.

## 같이 보기
- 추적 60분 (2008년 6월 25일 방송)
- 그것이 알고싶다 (2018년 8월 18일 방송)